# دانیله لیوتی (بازیکن فوتبال)
دانیله لیوتی (انگلیسی: Daniele Liotti؛ زادهٔ ۸ ژوئن ۱۹۹۴) بازیکن فوتبال اهل ایتالیا است.